# Jasper De Plus
Jasper De Plus, né le 11 juin 1997 à Alost, est un coureur cycliste belge, professionnel de 2020 à 2021. Il est le frère cadet de Laurens De Plus, également cycliste professionnel.

## Biographie
En 2019, il se distingue par ses qualités de rouleur, pour sa dernière saison chez les espoirs (moins de 23 ans). Dans sa catégorie, il devient champion de Flandre-Occidentale du contre-la-montre, remporte le Chrono des Nations et termine deuxième du championnat de Belgique du contre-la-montre et du Tour de Flandre-Orientale.
Il passe professionnel en 2020 dans l'équipe Circus-Wanty Gobert,,. Au mois d'aout, il se classe dix-neuvième du championnat d'Europe du contre-la-montre à Plouay dans le Morbihan.
Non-prolongé par son équipe, il met un terme à sa carrière à 24 ans en 2021.

## Palmarès et résultats

### Palmarès par année
- 2015
  - Trophée de la Ville de Châtellerault
- 2016
  - 3e du championnat de Flandre-Orientale du contre-la-montre espoirs
- 2019
  - Champion de Flandre-Occidentale du contre-la-montre espoirs
  - Chrono des Nations espoirs
  - 2e du championnat de Belgique du contre-la-montre espoirs
  - 2e du Tour de Flandre-Orientale
  - 2e du Mémorial Igor Decraene

### Classements mondiaux
| Année                                 | 2019  | 2020  | 2021  |
| ------------------------------------- | ----- | ----- | ----- |
| Classement mondial                    | 1256e | 1456e | 2339e |
| UCI Europe Tour                       | 869e  | 1092e | 1561e |
|                                       |       |       |       |
| Légende : nc = non classéSource : UCI |       |       |       |